# 刘希平
刘希平（1956年8月—），男，汉族，山东平原人，中华人民共和国政治人物。

## 生平
1977年9月加入中国共产党。毕业于浙江省委党校经济学专业。历任杭州市人民政府办公厅副处长、处长、副主任。后进入浙江省人民政府，任省政府办公厅调研室主任、综合处处长，办公厅副主任、办公厅党组成员，副秘书长、省政府研究室主任，统计局局长、党组书记。其后，任中共丽水市委副书记、代市长、市政府党组书记。2004年，任丽水市人民政府市长、中共丽水市委副书记。2006年，任中共浙江省委教育工委书记，浙江省教育厅厅长。2008年，当选第十一届全国人民代表大会浙江地区代表。2016年11月，不再担任中共浙江省委教育工作委员会书记、浙江省教育厅厅长。